# Malaysia International 2022
Die Malaysia International 2022 im Badminton fanden vom 13. bis zum 18. Dezember 2022 in Ipoh statt. Der vollständige Name der Veranstaltung war Petronas Malaysia International Challenge 2022.

## Sieger und Platzierte
| Disziplin    | Gold                            | Silber                                     | Bronze                                      |
| ------------ | ------------------------------- | ------------------------------------------ | ------------------------------------------- |
| Herreneinzel | Justin Hoh                      | Sholeh Aidil                               | Lim Chi Wing                                |
| Herreneinzel | Justin Hoh                      | Sholeh Aidil                               | Yeoh Seng Zoe                               |
| Dameneinzel  | Yulia Yosephine Susanto         | Karupathevan Letshanaa                     | Ruthvika Shivani                            |
| Dameneinzel  | Yulia Yosephine Susanto         | Karupathevan Letshanaa                     | Tidapron Kleebyeesun                        |
| Herrendoppel | Muhammad Haikal Nur Izzuddin    | Goh Boon Zhe Goh Sze Fei                   | Chang Yee Jun Low Hang Yee                  |
| Herrendoppel | Muhammad Haikal Nur Izzuddin    | Goh Boon Zhe Goh Sze Fei                   | Beh Chun Meng Tee Kai Wun                   |
| Damendoppel  | Jin Yujia Crystal Wong Jia Ying | Ornnicha Jongsathapornparn Atitaya Povanon | Cheng Su Hui Cheng Su Yin                   |
| Damendoppel  | Jin Yujia Crystal Wong Jia Ying | Ornnicha Jongsathapornparn Atitaya Povanon | Ng Qi Xuan Teoh Le Xuan                     |
| Mixed        | Hoo Pang Ron Teoh Mei Xing      | Chen Tang Jie Toh Ee Wei                   | Kittipong Imnark Ornnicha Jongsathapornparn |
| Mixed        | Hoo Pang Ron Teoh Mei Xing      | Chen Tang Jie Toh Ee Wei                   | Yap Roy King Valeree Siow                   |